# Municipio de Clay (condado de White)
El municipio de Clay (en inglés: Clay Township) es un municipio ubicado en el condado de White en el estado estadounidense de Arkansas. En el año 2010 tenía una población de 870 habitantes y una densidad poblacional de 14,01 personas por km².

## Geografía
El municipio de Clay se encuentra ubicado en las coordenadas 35°22′37″N 91°45′4″O / 35.37694, -91.75111. Según la Oficina del Censo de los Estados Unidos, el municipio tiene una superficie total de 62.1 km², de la cual 62,1 km² corresponden a tierra firme y (0 %) 0 km² es agua.

## Demografía
Según el censo de 2010, había 870 personas residiendo en el municipio de Clay. La densidad de población era de 14,01 hab./km². De los 870 habitantes, el municipio de Clay estaba compuesto por el 97,13 % blancos, el 0,69 % eran amerindios, el 0,34 % eran de otras razas y el 1,84 % eran de una mezcla de razas. Del total de la población el 2,07 % eran hispanos o latinos de cualquier raza.